# El grupo (serie de televisión)
El grupo es una serie de televisión española producida por Estudios Picasso y Globomedia. La serie dramática fue emitida en Telecinco entre el 17 de septiembre de 2000 y  7 de enero de 2001.

## Argumento
Gloria, una neurocirujana de éxito, pero incapaz de mantener una relación; Rafa, un taxista inseguro; Marga, una mujer a la que su marido la deja por su mejor amiga;  Carlos, un abogado insatisfecho; Fidel, un chico con problemas; y Arancha, una tímida adolescente; asisten a las sesiones conjuntas de psicoterapia de Jorge Allende, con la única condición de no verse tras salir de ellas.

## Reparto
- Héctor Alterio como Jorge Allende.
- Cristina Marcos como Gloria Moncada.
- Antonio Molero como Rafa Zárate.
- Mariola Fuentes como Marga Montesinos.
- Juli Fàbregas como Carlos Balaguer.
- Unax Ugalde como Fidel Ortiz.
- Bárbara Goenaga como Arancha Ortega.
- Lola Herrera como Adela.
- Secun de la Rosa como Álvaro.
- Alejo Sauras
- Marian Álvarez como Ana.

## Recepción y crítica
Luis Carmona en su Diccionario de series españolas de televisión califica a esta serie como "una de las mejores series nacionales de todos los tiempos...y uno de sus mayores fracasos de audiencia." La serie se empezó a emitir en septiembre de 2000, pero sufrió un parón de un mes por su escasa audiencia y finalmente pasó a emitirse a última hora de la noche.

## Episodios
Temporada 1
1. A mí, en realidad, no me pasa nada (17 de septiembre de 2000).
2. Una granja, un espantapájaros y un enano con dientes (24 de septiembre de 2000).
3. El triunfo del mejor espermatozoide entre un millón (1 de octubre de 2000).
4. Etiquetas, formularios, fotos y demás papeles (8 de octubre de 2000).
5. Yo no quería, lo hice por ti (19 de octubre de 2000).
6. ¿Donde vas a dormir esta noche? (26 de octubre de 2000).
7. La revolución obrera (2 de noviembre de 2000).
8. Una cura de humildad (9 de noviembre de 2000).
9. ¿Los delfines rosas saben nadar? (16 de noviembre de 2000).
10. Te quise desde que me llevaste a merendar a las Vistillas (17 de diciembre de 2000).
11. No te vayas, pero no me toques (7 de enero de 2001).

## Premios y nominaciones
Premios
- Fotogramas de Plata, 2001
  - Mejor actriz de televisión, Cristina Marcos.

Nominaciones
- Fotogramas de Plata, 2001
  - Mejor actor de televisión, Héctor Alterio.
- Unión de Actores, 2001
  - Mejor interpretación de reparto, Secun de la Rosa.
  - Mejor actor revelación, Unax Ugalde.